# Zaluhiv, Ratne
Zaluhiv (în ucraineană Залухів) este localitatea de reședință a comunei Zaluhiv din raionul Ratne, regiunea Volînia, Ucraina.

## Demografie
Componența lingvistică a localității Zaluhiv
     Ucraineană (99,53%)
     Alte limbi (0,47%)
Conform recensământului din 2001, majoritatea populației localității Zaluhiv era vorbitoare de ucraineană (99,53%), existând în minoritate și vorbitori de alte limbi.